# Blanca de Champaña

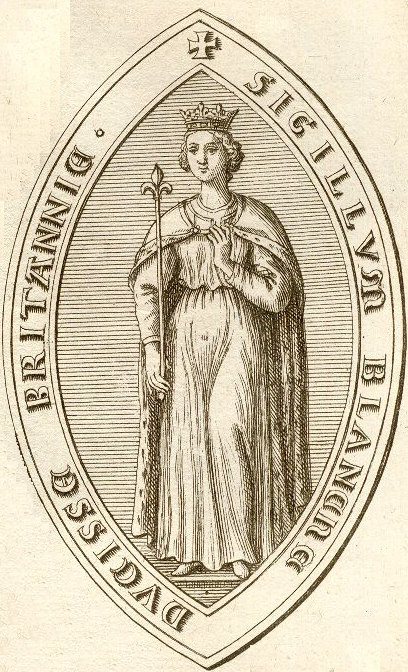
Sello de Blanca de Navarra.

Blanca de Champaña, también conocida como Blanca de Navarra (1226 – 12 de agosto de 1283), perteneciente a la Casa de Champaña, fue por su matrimonio duquesa de Bretaña. Era hija de Teobaldo I el Trovador, conde de Champaña y rey de Navarra, y de Inés de Beaujeu.

## Biografía
El 31 de octubre de 1234 se firma el tratado de Logroño con el rey Fernando III de Castilla y con el compromiso del matrimonio de su hija Blanca con Alfonso, el futuro Alfonso X el Sabio, o en su defecto el segundo hijo y Blanca, en ese momento única hija del monarca navarro y heredera exclusiva de Navarra. Si tuviera más descendientes Teobaldo se reservaban para ellos solamente los dominios champañeses.
Después Blanca estuvo prometida con Otón III, conde palatino de Borgoña. El contrato de matrimonio fue firmado el 16 de enero de 1236. Sin embargo, el compromiso fue roto.
En 1236 se casó con Juan I el Rojo (1217–1286), duque de Bretaña. Tuvieron ocho hijos:
- Juan II (1239–1305), duque de Bretaña;
- Pedro (1241–1268), señor de Hede;
- Alix (1243–1288), casada con Juan I de Châtillon, conde de Saint-Pol;
- Teobaldo (1245–1246);
- Teobaldo (1247–† joven);
- Alienor (1248–† joven);
- Nicolás (1249–1261);
- Roberto (1251–1259).